# Hirtella myrmecophila
Hirtella myrmecophila är en tvåhjärtbladig växtart som beskrevs av Pilg.. Hirtella myrmecophila ingår i släktet Hirtella och familjen Chrysobalanaceae. Inga underarter finns listade i Catalogue of Life.